# Oblaat
Een oblaat of oblate (van het Latijn: oblatus = opgedragen) kan verschillende betekenissen hebben:
1. Lid van een religieuze orde, die in plaats van geloften, slechts een oblatie of toewijding aan de kloosteroverste aflegt. Ook donati of kloosterlijke oblaten genaamd.
2. Een jongen die eertijds (vóór de 11e eeuw) in een klooster werd opgevoed met het doel om later te zullen intreden, (vooral) bij de benedictijnen. Deze praktijk raakte in onbruik vanaf de 12e eeuw en werd definitief afgeschaft door het Concilie van Trente.
3. Seculiere (in de wereld levende) oblaten van de oude monnikenorden (met name de benedictijnen). Deze werden in 1895 door paus Leo XIII op één lijn gesteld met de leden van de Derde Orde (of tertiarissen) van de bedelorden.
4. Lid van verschillende mannelijke en vrouwelijke religieuze genootschappen:
  - de Oblaten van Sint-Franciscus van Sales
  - de Oblaten van de Onbevlekte Maagd Maria (O.M.I.)
  - de Oblaten van de H. Ambrosius (Ambrosianen)
  - de Oblaten van de H. Jozef (O.S.I.)
  - de Oblaten van de Heiligen Gaudentius en Carolus
  - de Oblaten van de Heiligen Ambrosius en Carolus
5. De aangezochte, hem tot wie een aanbod is gericht (in de rechtspraak)
6. Gewijd avondmaalsofferbrood (protestantisme) of de gebeden bij de opdracht van brood en wijn tijdens de misviering.
7. Een afgeplatte bol (sferoïde).